# Jacques Jaccard
Jacques Jaccard (11 de setembro de 1886 – 24 de julho de 1960) foi um cineasta, roteirista e ator de cinema estadunidense[carece de fontes?], cujas realizações foram em sua maioria na época do cinema mudo. Além de atuar em 23 filmes, ele dirigiu e escreveu roteiros para mais de 80 filmes entre 1913 e 1938 e se tornou mais conhecido pela direção do seriado The Diamond from the Sky, em 1915.

## Biografia
Jaccard nasceu em Nova Iorque e iniciou no meio cinematográfico em 1913, como ator. O primeiro filme em que atuou foi o curta-metragem The Badge of Honor, em 1913,[carece de fontes?] para a American Film Company. Passou depois a trabalhar como assistente de direção, a escrever roteiros e a dirigir os filmes. Seu primeiro roteiro foi em 1913, para Trapped in a Forest Fire,[carece de fontes?] filme em que também atuou, e sua primeira direção foi em The Call of the Traumerei,[carece de fontes?] também para a American Film Company. Foi para a American Film que dirigiu em 1915, talvez seu seriado mais conhecido, The Diamond from the Sky. Trabalhou depois para a Victor Film Company e para a Bison Motion Pictures.

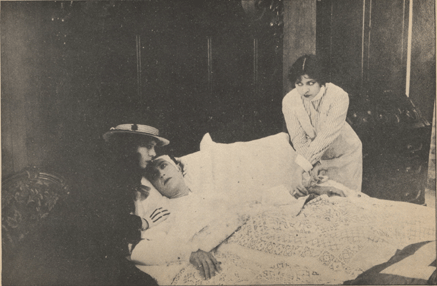
Cena do seriado The Diamond from the Sky (1915), dirigido por Jaccard.

Jaccard tornou-se um membro da unidade serial da Universal Pictures, encenando muitas cenas de ação ao ar livre para seriados cliffhangers da era silenciosa. Na Universal, dirigiu seriados como The Adventures of Peg o' the Ring (1916), Liberty (1916), em que foi o diretor, o roteirista e o produtor, e The Red Ace (1917), entre outros.
Além de seriados, especializou-se principalmente em Westerns e filmes de ação para a Universal Pictures. Em 1921, atuou pela última vez, no filme The Wild Wild West, para a Universal. Em torno dos anos 1920 começou a trabalhar para pequenos estúdios como Goodwill Pictures, Syndicate Pictures, Arrow Film Corporation e depois para produtores independentes, como Ben F. Wilson.
Quando a era sonora chegou, Jaccard, como muitos diretores da era silenciosa, não se adaptou bem às novas tecnologias, e aceitou um emprego como diretor na produção de Robert J. Horners, The Cheyenne Kid (1930). Ele dirigiu seu último filme em 1936, Phantom of Santa Fe, lançado em janeiro de 1937, e em 1940 voltou ao departamento serial da Universal como um treinador de diálogo, trabalhando nessa função em seriados populares como Gang Busters e Adventures of the Flying Cadets. Trabalhou como diretor de diálogo até se aposentar, em 1944.
Jaccard morreu aos 63 anos em Los Angeles, Califórnia, em 24 de julho de 1960, e está sepultado no Fort Rosecrans National Cemetery.[carece de fontes?]

## Filmografia parcial

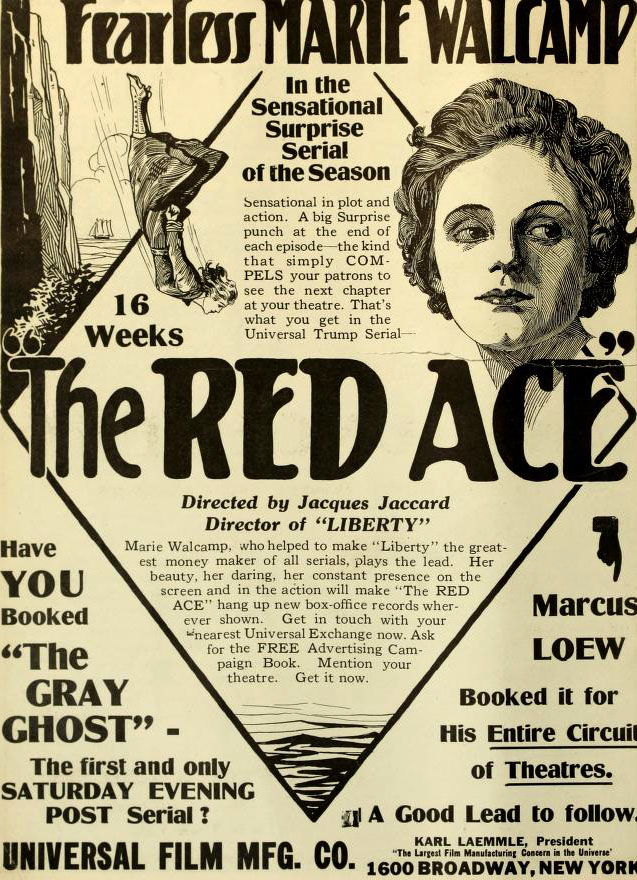
Anúncio do seriado The Red Ace, de 1917, dirigido e roteirizado por Jaccard.

- Adventures of the Flying Cadets (1943) (diretor de diálogo)
- Gang Busters (1942) (diretor de diálogo)
- The Cheyenne Kid (1930)
- The Fire Fighters (1927) (diretor)
- Riders of the Plains (1924) (diretor)
- Days of '49 (1924) (diretor)
- The Miracle Baby (1923) (roteiro)
- The Wild Wild West (1921) (ator)
- Crossed Clues (1921) (ator)
- Who Was the Man? (1921)
- The Vanishing Dagger (1920) (roteiro)
- 'If Only' Jim (1920) (direção)
- The Lion's Claw (1918) (diretor e roteirista)
- The Red Ace (1917) (diretor e roteirista)
- Patria (1917) (diretor)
- Liberty (1916) (diretor, roteirista e produtor)
- The Wedding Guest (1916) (diretor)
- The Adventures of Peg o' the Ring (1916) (diretor)
- The Passing of Hell's Crown (1916) (diretor)
- The Night Riders (1916) (diretor e roteiro)
- Stampede in the Night (1916) (diretor e roteiro)
- A Knight of the Range (1916) (diretor)
- The Diamond from the Sky (1915) (diretor)
- A Blowout at Santa Banana (1914) (ator)
- Destinies Fulfilled (1914) (ator)
- The Call of the Traumerei (1914) (diretor)
- Rose of San Juan (1913) (ator)
- Personal Magnetism (1913) (ator)
- American Born (1913) (ator)
- In the Mountains of Virginia (1913) (ator)
- Trapped in a Forest Fire (1913) (ator)